# Aspidoscelis inornata
Aspidoscelis inornata е вид влечуго от семейство Teiidae. Видът не е застрашен от изчезване.

## Разпространение и местообитание
Разпространен е в Мексико и САЩ.
Обитава наводнени райони, песъчливи и гористи местности, пустинни области, склонове, ливади, храсталаци и степи.

## Описание
Популацията на вида е намаляваща.